# Stockholm Open
Stockholm Open er en tennisturnering for mænd, som hvert år i oktober eller november afvikles i Kungl. Tennishallen i Stockholm, Sverige som en del af ATP Tour i kategorien ATP Tour 250.
Turneringen har været afviklet hvert år side den første udgave i 1969, bortset fra i 2020, hvor den ikke blev spillet på grund af COVID-19-pandemien. I fire tilfælde er der også blev spillet kvinderækker i damesingle og damedouble, men ellers har turneringen været forbeholdt mænd.
Fra 1990 til 1994 tilhørte turneringen den højeste kategori på ATP Tour, Super 9, og i den periode havde den deltagelse af den absolutte verdenselite. I perioden 1989 til 1994 blev turneringen spillet i Globen.
- Singletrofæet.
- Doubletrofæet.

## Vindere og finalister

### Herresingle
| År   | Vinder                                    | Finalist                                  | Finaleresultat                            |
| ---- | ----------------------------------------- | ----------------------------------------- | ----------------------------------------- |
| 1969 | Nikola Pilić                              | Ilie Năstase                              | 6–4, 4–6, 6–2                             |
| 1970 | Stan Smith                                | Arthur Ashe                               | 5–7, 6–4, 6–4                             |
| 1971 | Arthur Ashe                               | Jan Kodeš                                 | 6–1, 3–6, 6–2, 1–6, 6–4                   |
| 1972 | Stan Smith (2)                            | Tom Okker                                 | 6–4, 6–3                                  |
| 1973 | Tom Gorman                                | Björn Borg                                | 6–3, 4–6, 7–6(5)                          |
| 1974 | Arthur Ashe (2)                           | Tom Okker                                 | 6–2, 6–2                                  |
| 1975 | Adriano Panatta                           | Jimmy Connors                             | 4–6, 6–3, 7–5                             |
| 1976 | Mark Cox                                  | Manuel Orantes                            | 4–6, 7–5, 7–6                             |
| 1977 | Sandy Mayer                               | Raymond Moore                             | 6–2, 6–4                                  |
| 1978 | John McEnroe                              | Tim Gullikson                             | 6–2, 6–2                                  |
| 1979 | John McEnroe (2)                          | Gene Mayer                                | 6–7, 6–3, 6–3                             |
| 1980 | Björn Borg                                | John McEnroe                              | 6–3, 6–4                                  |
| 1981 | Gene Mayer                                | Sandy Mayer                               | 6–4, 6–2                                  |
| 1982 | Henri Leconte                             | Mats Wilander                             | 7–6(4), 6–3                               |
| 1983 | Mats Wilander                             | Tomáš Šmíd                                | 6–1, 7–5                                  |
| 1984 | John McEnroe (3)                          | Mats Wilander                             | 6–2, 3–6, 6–2                             |
| 1985 | John McEnroe (4)                          | Anders Järryd                             | 6–1, 6–2                                  |
| 1986 | Stefan Edberg                             | Mats Wilander                             | 6–2, 6–1, 6–1                             |
| 1987 | Stefan Edberg (2)                         | Jonas Svensson                            | 7–5, 6–2, 4–6, 6–4                        |
| 1988 | Boris Becker                              | Peter Lundgren                            | 6–4, 6–1, 6–1                             |
| 1989 | Ivan Lendl                                | Magnus Gustafsson                         | 7–5, 6–0, 6–3                             |
| 1990 | Boris Becker (2)                          | Stefan Edberg                             | 6–4, 6–0, 6–3                             |
| 1991 | Boris Becker (3)                          | Stefan Edberg                             | 3–6, 6–4, 1–6, 6–2, 6–2                   |
| 1992 | Goran Ivanišević                          | Guy Forget                                | 7–6(2), 4–6, 7–6(5), 6–2                  |
| 1993 | Michael Stich                             | Goran Ivanišević                          | 4–6, 7–6(6), 7–6(3), 6–2                  |
| 1994 | Boris Becker (4)                          | Goran Ivanišević                          | 4–6, 6–4, 6–3, 7–6(4)                     |
| 1995 | Thomas Enqvist                            | Arnaud Boetsch                            | 7–5, 6–4                                  |
| 1996 | Thomas Enqvist (2)                        | Todd Martin                               | 7–5, 6–4, 7–6(0)                          |
| 1997 | Jonas Björkman                            | Jan Siemerink                             | 3–6, 7–6(2), 6–2, 6–4                     |
| 1998 | Todd Martin                               | Thomas Johansson                          | 6–3, 6–4, 6–4                             |
| 1999 | Thomas Enqvist (3)                        | Magnus Gustafsson                         | 6–3, 6–4, 6–2                             |
| 2000 | Thomas Johansson                          | Jevgenij Kafelnikov                       | 6–2, 6–4, 6–4                             |
| 2001 | Sjeng Schalken                            | Jarkko Nieminen                           | 3–6, 6–3, 6–3, 4–6, 6–3                   |
| 2002 | Paradorn Srichaphan                       | Marcelo Ríos                              | 6–7(2), 6–0, 6–3, 6–2                     |
| 2003 | Mardy Fish                                | Robin Söderling                           | 7–5, 3–6, 7–6(4)                          |
| 2004 | Thomas Johansson (2)                      | Andre Agassi                              | 3–6, 6–3, 7–6(4)                          |
| 2005 | James Blake                               | Paradorn Srichaphan                       | 6–1, 7–6(6)                               |
| 2006 | James Blake (2)                           | Jarkko Nieminen                           | 6–4, 6–2                                  |
| 2007 | Ivo Karlović                              | Thomas Johansson                          | 6–3, 3–6, 6–1                             |
| 2008 | David Nalbandian                          | Robin Söderling                           | 6–2, 5–7, 6–3                             |
| 2009 | Marcos Baghdatis                          | Olivier Rochus                            | 6–1, 7–5                                  |
| 2010 | Roger Federer                             | Florian Mayer                             | 6–4, 6–3                                  |
| 2011 | Gaël Monfils                              | Jarkko Nieminen                           | 7–5, 3–6, 6–2                             |
| 2012 | Tomáš Berdych                             | Jo-Wilfried Tsonga                        | 4–6, 6–4, 6–4                             |
| 2013 | Grigor Dimitrov                           | David Ferrer                              | 2–6, 6–3, 6–4                             |
| 2014 | Tomáš Berdych (2)                         | Grigor Dimitrov                           | 5–7, 6–4, 6–4                             |
| 2015 | Tomáš Berdych (3)                         | Jack Sock                                 | 7–6(1), 6–2                               |
| 2016 | Juan Martín del Potro                     | Jack Sock                                 | 7–5, 6–1                                  |
| 2017 | Juan Martín del Potro (2)                 | Grigor Dimitrov                           | 6–4, 6–2                                  |
| 2018 | Stefanos Tsitsipas                        | Ernests Gulbis                            | 6–4, 6–4                                  |
| 2019 | Denis Shapovalov                          | Filip Krajinović                          | 6–4, 6–4                                  |
| 2020 | Turnering aflyst pga. COVID-19-pandemien. | Turnering aflyst pga. COVID-19-pandemien. | Turnering aflyst pga. COVID-19-pandemien. |
| 2021 | Tommy Paul                                | Denis Shapovalov                          | 6–4, 2–6, 6–4                             |
| 2022 | Holger Rune                               | Stefanos Tsitsipas                        | 6–4, 6–4                                  |
| 2023 | Gaël Monfils (2)                          | Pavel Kotov                               | 4–6, 7–6(6), 6–3                          |
| 2024 | Tommy Paul (2)                            | Grigor Dimitrov                           | 6–4, 6–3                                  |

### Herredouble
| År   | Vinder                                         | Finalist                                  | Finaleresultat                            |
| ---- | ---------------------------------------------- | ----------------------------------------- | ----------------------------------------- |
| 1969 | Roy Emerson Rod Laver                          | Andrés Gimeno Graham Stilwell             | 6–4, 6–2                                  |
| 1970 | Arthur Ashe Stan Smith                         | Bob Carmichael Owen Davidson              | 6–0, 5–7, 7–5                             |
| 1971 | Stan Smith (2) Tom Gorman                      | Arthur Ashe Bob Lutz                      | 6–3, 6–4                                  |
| 1972 | Tom Okker Marty Riessen                        | Roy Emerson Colin Dibley                  | 7–5, 7–6                                  |
| 1973 | Jimmy Connors Ilie Năstase                     | Bob Carmichael Frew McMillan              | 6–3, 6–7, 6–2                             |
| 1974 | Tom Okker (2) Marty Riessen (2)                | Bob Hewitt Frew McMillan                  | 2–6, 6–3, 6–4                             |
| 1975 | Bob Hewitt Frew McMillan                       | Charlie Pasarell Roscoe Tanner            | 3–6, 6–3, 6–4                             |
| 1976 | Bob Hewitt (2) Frew McMillan (2)               | Tom Okker Marty Riessen                   | 6–4, 4–6, 6–4                             |
| 1977 | Tom Okker (3) Wojciech Fibak                   | Brian Gottfried Raúl Ramírez              | 6–3, 6–3                                  |
| 1978 | Tom Okker (4) Wojciech Fibak (2)               | Stan Smith Bob Lutz                       | 6–3, 6–2                                  |
| 1979 | John McEnroe Peter Fleming                     | Tom Okker Wojciech Fibak                  | 6–4, 6–4                                  |
| 1980 | Heinz Günthardt Paul McNamee                   | Stan Smith Bob Lutz                       | 6–7, 6–3, 6–2                             |
| 1981 | Kevin Curren Steve Denton                      | Sherwood Stewart Ferdi Taygan             | 6–7, 6–4, 6–0                             |
| 1982 | Jan Gunnarsson Mark Dickson                    | Sherwood Stewart Ferdi Taygan             | 7–6, 6–7, 6–4                             |
| 1983 | Anders Järryd Hans Simonsson                   | Johan Kriek Peter Fleming                 | 6–3, 6–4                                  |
| 1984 | Henri Leconte Tomáš Šmíd                       | Vijay Amritraj Ilie Năstase               | 3–6, 7–6, 6–4                             |
| 1985 | Guy Forget Andrés Gómez                        | Mike De Palmer Gary Donnelly              | 6–3, 6–4                                  |
| 1986 | Sherwood Stewart Kim Warwick                   | Pat Cash Slobodan Živojinović             | 6–4, 6–4                                  |
| 1987 | Stefan Edberg Anders Järryd (2)                | Jim Grabb Jim Pugh                        | 6–3, 6–4                                  |
| 1988 | Kevin Curren (2) Jim Grabb                     | Paul Annacone John Fitzgerald             | 7–5, 6–4                                  |
| 1989 | Jorge Lozano Todd Witsken                      | Rick Leach Jim Pugh                       | 6–3, 5–7, 6–3                             |
| 1990 | Guy Forget Jakob Hlasek                        | John Fitzgerald Anders Järryd             | 6–4, 6–2                                  |
| 1991 | John Fitzgerald Anders Järryd (3)              | Tom Nijssen Cyril Suk                     | 7–5, 6–2                                  |
| 1992 | Todd Woodbridge Mark Woodforde                 | Steve DeVries David Macpherson            | 6–3, 6–4                                  |
| 1993 | Todd Woodbridge (2) Mark Woodforde (2)         | Gary Muller Danie Visser                  | 6–1, 3–6, 6–2                             |
| 1994 | Todd Woodbridge (3) Mark Woodforde (3)         | Jan Apell Jonas Björkman                  | 6–3, 6–4                                  |
| 1995 | Jacco Eltingh Paul Haarhuis                    | Grant Connell Patrick Galbraith           | 3–6, 6–2, 7–6                             |
| 1996 | Patrick Galbraith Jonathan Stark               | Todd Martin Chris Woodruff                | 7–6, 6–4                                  |
| 1997 | Marc-Kevin Goellner Richey Reneberg            | Ellis Ferreira Patrick Galbraith          | 6–3, 3–6, 7–6                             |
| 1998 | Nicklas Kulti Mikael Tillström                 | Chris Haggard Peter Nyborg                | 7–5, 3–6, 7–5                             |
| 1999 | Piet Norval Kevin Ullyett                      | Jan-Michael Gambill Scott Humphries       | 7–5, 6–3                                  |
| 2000 | Mark Knowles Daniel Nestor                     | Petr Pála Pavel Vízner                    | 6–3, 6–2                                  |
| 2001 | Donald Johnson Jared Palmer                    | Jonas Björkman Todd Woodbridge            | 6–3, 4–6, 6–3                             |
| 2002 | Wayne Black Kevin Ullyett (2)                  | Wayne Arthurs Paul Hanley                 | 6–4, 2–6, 7–6(4)                          |
| 2003 | Jonas Björkman Todd Woodbridge (4)             | Wayne Arthurs Paul Hanley                 | 6–3, 6–4                                  |
| 2004 | Fernando Verdasco Feliciano López              | Wayne Arthurs Paul Hanley                 | 6–4, 6–4                                  |
| 2005 | Wayne Arthurs Paul Hanley                      | Leander Paes Nenad Zimonjić               | 5–3, 5–3                                  |
| 2006 | Paul Hanley (2) Kevin Ullyett (3)              | Olivier Rochus Kristof Vliegen            | 7–6(2), 6–4                               |
| 2007 | Jonas Björkman (2) Maks Mirnyj                 | Arnaud Clément Michaël Llodra             | 6–4, 6–4                                  |
| 2008 | Jonas Björkman (3) Kevin Ullyett (4)           | Johan Brunström Michael Ryderstedt        | 6–1, 6–3                                  |
| 2009 | Bruno Soares Kevin Ullyett (5)                 | Simon Aspelin Paul Hanley                 | 6–4, 7–6(4)                               |
| 2010 | Eric Butorac Jean-Julien Rojer                 | Johan Brunström Jarkko Nieminen           | 6–3, 6–4                                  |
| 2011 | Rohan Bopanna Aisam-ul-Haq Qureshi             | Marcelo Melo Bruno Soares                 | 6–1, 6–3                                  |
| 2012 | Marcelo Melo Bruno Soares (2)                  | Robert Lindstedt Nenad Zimonjić           | 6–7(4), 7–5, [10–6]                       |
| 2013 | Aisam-ul-Haq Qureshi (2) Jean-Julien Rojer (2) | Jonas Björkman Robert Lindstedt           | 6–2, 6–2                                  |
| 2014 | Eric Butorac (2) Raven Klaasen                 | Treat Huey Jack Sock                      | 6–4, 6–3                                  |
| 2015 | Nicholas Monroe Jack Sock                      | Mate Pavić Michael Venus                  | 7–5, 6–2                                  |
| 2016 | Elias Ymer Mikael Ymer                         | Mate Pavić Michael Venus                  | 6–1, 6–1                                  |
| 2017 | Oliver Marach Mate Pavić                       | Aisam-ul-Haq Qureshi Jean-Julien Rojer    | 3–6, 7–6(6), [10−4]                       |
| 2018 | Luke Bambridge Jonny O'Mara                    | Marcus Daniell Wesley Koolhof             | 7–5, 7–6(8)                               |
| 2019 | Henri Kontinen Édouard Roger-Vasselin          | Mate Pavić Bruno Soares                   | 6–4, 6–2                                  |
| 2020 | Turnering aflyst pga. COVID-19-pandemien.      | Turnering aflyst pga. COVID-19-pandemien. | Turnering aflyst pga. COVID-19-pandemien. |
| 2021 | Santiago González Andrés Molteni               | Aisam-ul-Haq Qureshi Jean-Julien Rojer    | 6–2, 6–2                                  |
| 2022 | Marcelo Arévalo Jean-Julien Rojer              | Lloyd Glasspool Harri Heliövaara          | 6–3, 6–3                                  |
| 2023 | Andrej Golubev Denys Moltjanov                 | Yuki Bhambri Julian Cash                  | 7–6(8), 6–2                               |
| 2024 | Harri Heliövaara Henry Patten                  | Petr Nouza Patrik Rikl                    | 7–5, 6–3                                  |

### Damesingle
| År      | Vinder                 | Finalist               | Finaleresultat         | Ref.                   |
| ------- | ---------------------- | ---------------------- | ---------------------- | ---------------------- |
| 1969    | Billie Jean King       | Julie Heldman          | 9–7, 6–2               | [ 1 ]                  |
| 1970-74 | Ingen kvindeturnering. | Ingen kvindeturnering. | Ingen kvindeturnering. | Ingen kvindeturnering. |
| 1975    | Virginia Wade          | Françoise Dürr         | 6–3, 4–6, 7–5          |                        |
| 1976-78 | Ingen kvindeturnering. | Ingen kvindeturnering. | Ingen kvindeturnering. | Ingen kvindeturnering. |
| 1979    | Billie Jean King (2)   | Betty Stöve            | 6–3, 6–7, 7–5          |                        |
| 1980    | Hana Mandlíková        | Bettina Bunge          | 6–2, 6–2               |                        |

### Damedouble
| År      | Vindere                          | Finalister                            | Finaleresultat         | Ref.                   |
| ------- | -------------------------------- | ------------------------------------- | ---------------------- | ---------------------- |
| 1969    | Billie Jean King Rosemary Casals | Françoise Dürr Julie Heldman          | 6–4, 6–4               | [ 1 ]                  |
| 1970-74 | Ingen kvindeturnering.           | Ingen kvindeturnering.                | Ingen kvindeturnering. | Ingen kvindeturnering. |
| 1975    | Françoise Dürr Betty Stöve       | Evonne Goolagong Cawley Virginia Wade | 6–3, 6–4               |                        |
| 1976-78 | Ingen kvindeturnering.           | Ingen kvindeturnering.                | Ingen kvindeturnering. | Ingen kvindeturnering. |
| 1979    | Betty Stöve (2) Wendy Turnbull   | Billie Jean King Ilana Kloss          | 7–5, 7–6               |                        |
| 1980    | Mima Jaušovec Virginia Ruzici    | Hana Mandlíková Betty Stöve           | 6–2, 6–1               |                        |